# U (歌手)
U（ゆう）は、日本の女性シンガーソングライター、作詞家、作曲家、編曲家。
神奈川県出身。吉見と共にFunta名義でソニー・ミュージックレコーズからデビューした後、U名義でPCゲーム『スイートレガシー』オープニングテーマ「プカプカ」でソロ歌手としてデビュー。その後は主にフロントウイングのアダルトゲーム主題歌やBGMの制作といった活動を行い、他のアーティストに対する楽曲提供も行っている。作詞・作曲などのクレジットには主にユウと表記される。なお、FuntaではUCOとして活動している。

## 作品
個人のオリジナルCDは、現在全て、GWAVEより発売されている。

### アルバム
- Ultra:U (2005年11月25日発売、ミッドサイズアルバム)

1. あなたのロケットで
  - 作詞・作曲・編曲：ユウ
2. 夢見て☆ANGEL
  - 作詞：U/K, 作曲・編曲：ユウ
3. ツナガッテルカナ?
  - 作詞・作曲：ユウ
4. 天使の3分間クッキング 〜ラーメン大好きラブリエルちゃん〜
  - 作詞：U/K, 作曲・編曲：ユウ
5. だめ???
  - 作詞・作曲・編曲：ユウ
6. Candy Pop
  - 作詞・作曲・編曲：ユウ
7. HAPPY ENDING
  - 作詞・作曲・編曲：ユウ
8. Ciao
  - 作詞・作曲・編曲：ユウ

- U☆Topia (2006年10月27日発売、アルバム)

1. to U☆Topia -Introduction-
2. Special Day
  - 作詞・作曲・編曲：ユウ
3. Little My Star
  - 作詞・作曲・編曲：ユウ
4. ether trip
  - 作詞・作曲・編曲：ユウ
5. アナタトアタシノスナドケイハ
  - 作詞・作曲・編曲：ユウ
6. なの☆なの
  - 作詞・作曲・編曲：ユウ
7. レッゴー ラヴリィ 変身タイム!
  - 作詞・作曲・編曲：ユウ
8. 天空 merry-go-round
  - 作詞：U/K, 作曲・編曲：ユウ
9. 我愛你(うぉ あい にー)
  - 作詞・作曲・編曲：ユウ
10. Mighty Love
  - 作詞・作曲・編曲：ユウ
11. ride on fate
  - 作詞・作曲・編曲：ユウ
12. Help! heaven!
  - 作詞・作曲・編曲：ユウ
13. あなたがSなら
  - 作詞・作曲・編曲：ユウ

- 『U☆MY STAR』-Frontwing Complete BEST!!!-（2008年5月30日、アルバム）

1. クルクルLovely day!!!
  - 作詞・作曲・編曲：ユウ
2. DOOR
  - 作詞：桑島由一,　作曲・編曲：渡辺健宏
3. ONLY YOUR WITCH
  - 作詞：桑島由一,　作曲・編曲：上松範康
4. CHANGE OF LIFE
  - 作詞：桑島由一,　作曲・編曲：ZEN
5. レッゴーラブリィ変身タイム!
  - 作詞・作曲・編曲：ユウ
6. プカプカ
  - 作詞：桑島由一,　作曲：上松範康, 編曲：藤間仁
7. いつも一緒に
  - 作詞：貞方祥, 作曲：ARI, 編曲：小西輝男
8. Help! heaven!
  - 作詞・作曲・編曲：ユウ
9. ツナガッテルカナ?
  - 作詞・作曲・編曲：ユウ
10. Little My Star
  - 作詞・作曲・編曲：ユウ
11. 銀河系の宇宙の果てまで
  - 作詞・作曲・編曲：ユウ
12. S・O・S ラヴ
  - 作詞・作曲・編曲：ユウ

- ULTRA☆U2 (2009年3月27日、アルバム）

1. GO GO☆ら〜びゅ
  - 作詞・作曲・編曲：ユウ
2. i save your place
  - 作詞・作曲・編曲：ユウ
3. 恋のサイエンス
  - 作詞：U/K,作曲・編曲：ユウ,ギターソロ：小池雅也
4. Hi-Fi day
  - 作詞・作曲・編曲：ユウ
5. love-go-round すぺしゃるばーじょん
  - 作詞・作曲：ユウ,編曲：ユウ&小池雅也,ギターソロ：小池雅也
6. 情熱よFly away
  - 作詞・作曲・編曲：ユウ
7. コトノハ 〜my leaf of words〜
  - 作詞・作曲・編曲：ユウ,ギターソロ：小池雅也

- ULTRA☆U -GALAXY-（2011年9月30日、アルバム）

1. ゆるしてあげないもん
  - 作詞・作曲・編曲：ユウ
2. はーてにゃ？
  - 作詞・作曲・編曲：ユウ
3. テンシノスイッチ
  - 作詞・作曲・編曲：ユウ
4. the first the last
  - 作詞・作曲・編曲：ユウ
5. きらきらきらめく
  - 作詞：U/K　作曲・編曲：ユウ
6. 肯定☆ペンギンダンス！
  - 作詞：U/K　作曲・編曲：ユウ
7. NICONICO
  - 作詞：U/K　作曲・編曲：ユウ
8. あいのプログラム
  - 作詞：U/K　作曲・編曲：ユウ
9. とろとろ
  - 作詞：U/K　作曲・編曲：ユウ
10. like constellation
  - 作詞：U/K　作曲・編曲：ユウ
11. サクラ咲ク Album Remix
  - 作詞：U/K　作曲・編曲：ユウ
12. ぬすまれないよ
  - 作詞：U/K　作曲・編曲：ユウ
13. merry-go-round
  - 作詞：U/K　作曲・編曲：ユウ

Uの秘密ディスク（完全予約限定盤のみ）
  1. ちょ〜 LOVE

### シングル
- Mighty Love（2006年8月11日、コミックマーケット70にて先行発売、2006年8月13日、一般発売、シングル）

1. Mighty Love
  - 作詞・作曲・編曲：ユウ
2. Love OS
  - 作詞・作曲・編曲：ユウ
3. 天使の5分間クッキング on the Digital
  - 作詞：U/K, 作曲・編曲：ユウ

- GWAVE 5th Anniversary Festa! (2008年12月28日、コミックマーケット75にて限定販売)

1. はーてにゃ？ コミックマーケット75 お祭りソング
  - 作詞・作曲・編曲：ユウ
2. love-go-round GWAVEブランド5周年テーマソング
  - 作詞・作曲・編曲：ユウ
3. はーてにゃ？ (inst)
  - 作詞・作曲・編曲：ユウ
4. love-go-round (inst)
  - 作詞・作曲・編曲：ユウ

- NICONICO☆BabyBaby（コミックマーケット77 東京ビッグサイト 企業ブース 644 「GWAVE/WAVESTAR」にて、2009年12月29日、30日、31日の3日間の限定販売）

1. NICONICO
  - 作詞・作曲・編曲：ユウ
2. BabyBaby
  - 作詞・作曲・編曲：ユウ
3. NICONICO（Karaoke）
  - 作詞：U/K, 作曲・編曲：ユウ
4. BabyBaby（Karaoke）
  - 作詞：U/K, 作曲・編曲：ユウ

- じぶりーる ふぉー the first the last（2010年4月23日）

1. the first the last
  - 作詞・作曲・編曲：ユウ
2. 新生時〜この恋ときみとあたし〜
  - 作詞・作曲・編曲：ユウ
3. the first the last（Karaoke）
  - 作詞：U/K, 作曲・編曲：ユウ
4. 新生時〜この恋ときみとあたし〜（Karaoke）

- ULTRA☆U GALAXY 感謝祭！（コミックマーケット81にて先行発売、2012年2月29日リクエスト盤として一般発売、シングル）

1. かんしゃ☆かんげき
  - 作詞：ユウ　作曲・編曲：ユウ
2. ずっと いっしょよ
  - 作詞：U/K　作曲・編曲：ユウ
3. ゆるしてあげないもん べつばーじょん
  - 作詞：ユウ　作曲・編曲：ユウ
4. かんしゃ☆かんげき（からおけ）
  - 作詞：ユウ　作曲・編曲：ユウ
5. ずっと いっしょよ（からおけ）
  - 作詞：U/K　作曲・編曲：ユウ

## 個人名義以外での参加CD
- スイートレガシー ボクと彼女のあま～い関係 ボーカルソング Re:MIX+ (2003年3月7日、FrontWingから販売)

1. 恋のレシピ
  - 作詞作曲：桃井はるこ 編曲：RAM RIDER
  - ボーカル：桃井はるこ
2. プカプカ BANANA RAM MIX
  - 作詞：桑島由一 作曲：上松範康 編曲：藤間仁, ReMIX：RAM RIDER
  - ボーカル：U
3. ゴー★ホーム RAM's Another Night MIX
  - 作詞：桑島由一 作曲・編曲：景家涼 ReMIX：RAM RIDER
  - ボーカル：桃井はるこ (from UNDER17)
4. お願い Sexy Punk MIX
  - 作詞：桑島由一 作曲・編曲：景家涼 ReMIX：MASAYA KOIKE
  - ボーカル：YURIA

- 魔界天使ジブリール -episode3- 主題歌『クルクルlovely day!!!』- 2007年12月29日、コミックマーケット73にてFrontWingから販売)作詞・作曲・編曲はいずれもユウ。

1. 『クルクルlovely day!!!』Full Ver.
2. 『クルクルlovely day!!!』Full Ver. (カラオケ)
3. 『クルクルlovely day!!!』Full Ver. (カラオケ・コーラス入り)
4. 『クルクルlovely day!!!』Half Ver.

- サクラ☆咲ク -戦国天使ジブリール music disc- - 2011年8月12日、コミックマーケット80にてGWAVEより販売、のちにリクエスト受注生産として2011年10月14日再発売された。作詞・作曲・編曲はいずれもユウ。Tr.3～20はピクセルビー制作のBGM。

1. サクラ咲ク
2. 懐いは古今東西

20. サクラ咲ク (カラオケ)
21. 懐いは古今東西 (カラオケ)

## 出演
インターネットラジオ
- Uのやればできるラジオ（ニコニコアニメチャンネル：2008年5月7日 - 2008年9月30日）